# یانوس کاریلاید
یانوس کاریلاید (استونیایی: Jaanus Karilaid؛ زادهٔ ۱ فوریهٔ ۱۹۷۷) سیاستمدار و نماینده مجلس اهل استونی است.